# Tenis ziemny na Igrzyskach Azjatyckich 2002
Tenis ziemny na Igrzyskach Azjatyckich 2002 – turniej tenisowy, który był rozgrywany w dniach 2–12 listopada 2002 roku podczas igrzysk azjatyckich w Pusanie. Zawodnicy zmagali się na obiektach Geumjeong Tennis Stadium. Tenisiści rywalizowali w siedmiu konkurencjach: singlu i deblu mężczyzn oraz kobiet, drużynówce mężczyzn oraz kobiet i mikście.

## Medaliści
| Konkurencja             | Złoty medal                                                                           | Srebrny medal                                                                     | Brązowy medal |
| gra pojedyncza mężczyzn | Paradorn Srichaphan                                                                   | Lee Hyung-taik                                                                    | Takao Suzuki Oleg Ogorodov |
| gra pojedyncza kobiet   | Iroda Tulyaganova                                                                     | Tamarine Tanasugarn                                                               | Shinobu Asagoe Cho Yoon-jeong |
| gra podwójna mężczyzn   | Mahesh Bhupathi Leander Paes                                                          | Chung Hee-seok Lee Hyung-taik                                                     | Kwon Oh-hee Kim Dong-hyun Vishal Uppal Mustafa Ghouse |
| gra podwójna kobiet     | Kim Mi-ok Choi Young-ja                                                               | Wynne Prakusya Angelique Widjaja                                                  | Saori Obata Akiko Morigami Yuka Yoshida Miho Saeki |
| gra mieszana            | Janet Lee Lu Yen-hsun                                                                 | Manisha Malhotra Mahesh Bhupathi                                                  | Sania Mirza Leander Paes Iroda Tulyaganova Oleg Ogorodov |
| gra drużynowa mężczyzn  | Japonia · Takahiro Terachi · Takao Suzuki · Michihisa Onoda · Thomas Shimada          | Korea Południowa · Chung Hee-seok · Lee Hyung-taik · Yoon Yong-il · Kim Dong-hyun | Uzbekistan · Dmitriy Tomashevich · Oleg Ogorodov · Vadim Kutsenko Indonezja · Suwandi Suwandi · Peter Handoyo · Tintus Arianto Wibowo                         |
| gra drużynowa kobiet    | Indonezja · Wukirasih Sawondari · Wynne Prakusya · Liza Andriyani · Angelique Widjaja | Japonia · Yuka Yoshida · Saori Obata · Miho Saeki · Shinobu Asagoe                | Korea Południowa · Chung Yang-jin · Cho Yoon-jeong · Jeon Mi-ra · Choi Young-ja Chińskie Tajpej · Chuang Chia-jung · Hsieh Su-wei · Chan Chin-wei · Janet Lee |

### Tabela medalowa
| Miejsce | Państwo          |   |   |    | Razem |
| ------- | ---------------- | - | - | -- | ----- |
| 1       | Korea Południowa | 1 | 3 | 3  | 7     |
| 2       | Japonia          | 1 | 1 | 4  | 6     |
| 3       | Indie            | 1 | 1 | 2  | 4     |
| 4       | Indonezja        | 1 | 1 | 1  | 3     |
| 5       | Tajlandia        | 1 | 1 | 0  | 2     |
| 6       | Uzbekistan       | 1 | 0 | 3  | 4     |
| 7       | Chińskie Tajpej  | 1 | 0 | 1  | 2     |
|         | Razem            | 7 | 7 | 14 | 28    |